# Clypeococcum
Clypeococcum D. Hawksw. (klypeokokum) – rodzaj grzybów z rodziny Polycoccaceae. Zaliczane są do grupy grzybów naporostowych.

## Systematyka i nazewnictwo
Pozycja w klasyfikacji według Index Fungorum: Polycoccaceae, Trypetheliales, Incertae sedis, Dothideomycetes, Pezizomycotina, Ascomycota, Fungi.
Nazwa polska według W. Fałtynowicza.

## Gatunki
- Clypeococcum bisporum Zhurb. 2009
- Clypeococcum cetrariae Hafellner 1996[4] – klypeokokum płucnikowe
- Clypeococcum cladonema (Wedd.) D. Hawksw. 1977
- Clypeococcum epicrassum (H. Olivier) Hafellner & Nav.-Ros. 1994
- Clypeococcum epimelanostolum (D. Hawksw. & Øvstedal) Grube & Hafellner 1990[4]
- Clypeococcum grossum (Körb.) D. Hawksw. 1982[4]
- Clypeococcum hypocenomycis D. Hawksw. 1980 – klypeokokum paznokietnikowe
- Clypeococcum placopsiiphilum Øvstedal & D. Hawksw. 1986
- Clypeococcum psoromatis (A. Massal.) Etayo 2010

Nazwy naukowe na podstawie Index Fungorum. Nazwy polskie według W. Fałtynowicza.